# Neotituria kongosana

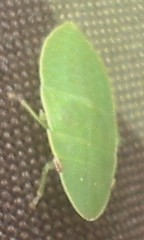
Neotituria kongosana

Neotituria kongosana är en insektsart som beskrevs av Matsumura 1915. Neotituria kongosana ingår i släktet Neotituria och familjen dvärgstritar. Inga underarter finns listade i Catalogue of Life.